# روبرت سيرز (مبارز بالسيف)
روبرت سيرز (بالإنجليزية: Robert Sears)‏ هو مبارز بالسيف أمريكي، ولد في 30 نوفمبر 1884 في بورتلاند في الولايات المتحدة، وتوفي في 9 يناير 1979 في أتلانتا في الولايات المتحدة.

## وصلات خارجية
- روبرت سيرز على موقع أوليمبيديا (الإنجليزية)